# Statul Kaduna
Kaduna este un stat  în Nigeria. Reședința sa este orașul Kaduna.